# Pau Cubarsí
Cubarsí  Paredes est un nom espagnol. Le premier nom de famille, en général paternel, est Cubarsí ; le second, en général maternel, souvent omis, est Paredes.
Pau Cubarsí, né le 22 janvier 2007 à Bescanó en Espagne, est un footballeur international espagnol qui évolue au poste de défenseur central au FC Barcelone.

## Biographie

### Carrière en club
Pau Cubarsí Paredes naît le 22 janvier 2007, à  Bescanó, dans la province catalane de Gérone, en Espagne. Il débute le football au Girona FC avant de rejoindre en 2018 le centre de formation du FC Barcelone,. Il s'illustre avec les équipes de jeunes et devient, à 15 ans, le troisième plus jeune du Barça à jouer en Youth League, derrière Lamine Yamal et Ilaix Moriba,.
Intégré au groupe professionnel du club par l'entraîneur Xavi Hernández dès avril 2023,, il signe l'été suivant son premier contrat pro,. Le 18 janvier 2024, quatre jours avant ses dix-sept ans, il dispute son premier match avec l'équipe première en Copa del Rey en entrant à la mi-temps contre les Unionistas de Salamanque,,.
Pau Cubarsí fait ses débuts en Liga trois jours après, titulaire lors d'une victoire contre le Real Betis, où il s'illustre en charnière à côté de Ronald Araújo. C'est la première fois que le club barcelonais titularise deux joueurs de moins de 17 ans (lui et Lamine Yamal),. Cubarsí enchaîne ensuite les titularisations en championnat,.
Le 12 mars 2024, titulaire pour son premier match en Ligue des champions contre Naples, il est élu homme du match.

### Carrière en sélection
Pau Cubarsí participe au Mondial junior 2023 avec l'équipe d'Espagne des moins de 17 ans.
Au rassemblement de mars 2024, convoqué directement par Luis de la Fuente en équipe d'Espagne A, il fait ses débuts le 23 mars en entrant à la 83e minute en amical contre la Colombie à Londres (défaite 1-0), devenant le deuxième plus jeune international espagnol, à 17 ans et 60 jours, derrière Lamine Yamal.
Avec l’Espagne olympique, il remporte l’Or lors des Jeux Olympiques de Paris en 2024.

## Statistiques

### En club
| Saison                | Club                  | Championnat           | Championnat | Championnat | Championnat | Coupe(s) nationale(s) | Coupe(s) nationale(s) | Coupe(s) nationale(s) | Supercoupe | Supercoupe | Supercoupe | Compétition(s) continentale(s) | Compétition(s) continentale(s) | Compétition(s) continentale(s) | Compétition(s) continentale(s) | Total | Total | Total |
| Saison                | Club                  | Division              | M.          | B.          | P.d.        | M.                    | B.                    | P.d.                  | M.         | B.         | P.d.       | Comp.                          | M.                             | B.                             | P.d.                           | M.    | B.    | P.d.  |
| 2023-2024             | Barça Atlètic         | Primera Federación    | 9           | 0           | 0           | -                     | -                     | -                     | -          | -          | -          | -                              | -                              | -                              | -                              | 9     | 0     | 0     |
| 2023-2024             | FC Barcelone          | Liga                  | 19          | 0           | 0           | 2                     | 0                     | 1                     | -          | -          | -          | C1                             | 3                              | 0                              | 0                              | 24    | 0     | 1     |
| 2024-2025             | FC Barcelone          | Liga                  | 35          | 0           | 3           | 6                     | 1                     | 0                     | 2          | 0          | 0          | C1                             | 13                             | 0                              | 1                              | 56    | 1     | 4     |
| 2025-2026             | FC Barcelone          | Liga                  | 1           | 0           | 0           | 0                     | 0                     | 0                     | 0          | 0          | 0          | C1                             | 0                              | 0                              | 0                              | 1     | 0     | 0     |
| Sous-total            | Sous-total            | Sous-total            | 55          | 0           | 3           | 8                     | 1                     | 1                     | 2          | 0          | 0          | -                              | 16                             | 0                              | 1                              | 81    | 1     | 5     |
| Total sur la carrière | Total sur la carrière | Total sur la carrière | 64          | 0           | 3           | 8                     | 1                     | 1                     | 2          | 0          | 0          | -                              | 16                             | 0                              | 1                              | 90    | 1     | 5     |

### En sélection nationale
| Saison                | Sélection             | Phases finales             | Phases finales | Phases finales | Phases finales | Éliminatoires CDM | Éliminatoires CDM | Éliminatoires CDM | Éliminatoires EURO | Éliminatoires EURO | Éliminatoires EURO | Ligue Nations UEFA | Ligue Nations UEFA | Ligue Nations UEFA | Matchs amicaux | Matchs amicaux | Matchs amicaux | Total | Total | Total |
| Saison                | Sélection             | Compétition                | M              | B              | Pd             | M                 | B                 | Pd                | M                  | B                  | Pd                 | M                  | B                  | Pd                 | M              | B              | Pd             | M     | B     | Pd    |
| --------------------- | --------------------- | -------------------------- | -------------- | -------------- | -------------- | ----------------- | ----------------- | ----------------- | ------------------ | ------------------ | ------------------ | ------------------ | ------------------ | ------------------ | -------------- | -------------- | -------------- | ----- | ----- | ----- |
| 2023-2024             | Espagne               | Euro 2024                  | -              | -              | -              | -                 | -                 | -                 | -                  | -                  | -                  | -                  | -                  | -                  | 3              | 0              | 1              | 3     | 0     | 1     |
| 2024-2025             | Espagne               | Nations League Finals 2025 | -              | -              | -              | -                 | -                 | -                 | -                  | -                  | -                  | 3                  | 0                  | 0                  | -              | -              | -              | 3     | 0     | 0     |
| Total sur la carrière | Total sur la carrière | Total sur la carrière      | -              | -              | -              | -                 | -                 | -                 | -                  | -                  | -                  | 3                  | 0                  | 0                  | 3              | 0              | 1              | 6     | 0     | 1     |

## Palmarès

### En Club
- FC Barcelone :
  - Vainqueur de la Coupe d'Espagne en 2025.
  - Vainqueur de la Supercoupe d'Espagne en 2025.
  - Vainqueur de La Liga en 2025
  - Vice-champion de La Liga en 2024.

### En sélection
- Espagne olympique :
  -  Champion aux Jeux olympiques de 2024.

### Distinctions Individuelles
- Homme du match contre le SSC Napoli (8e de finale retour) de la Ligue des champions 2023/2024 pour sa première apparition dans la compétition[20].
- Plus jeune défenseur de l’Histoire du FC Barcelone à disputer un match de Ligue des champions à 17 ans, 1 mois et 20 jours[21].
- Homme du match contre le Stade Brestois (5e journée) de la Ligue des champions 2024/2025[22].
- Pus jeune joueur de l’histoire des Jeux olympiques à remporter l’or en tant que titulaire à son poste, à 17 ans, 6 mois et 11 jours, lors des JO de Paris 2024.
- Plus jeune défenseur de l'histoire de la Ligue des champions à avoir accompli une passe décisive à 18 ans, 2 mois et 12 jours contre le Borussia Dortmund (1/4 de finale aller) en 2024/2025[23].